# Брацо Дмітрієвич
Брацо Дмітрієвич (хорв. Braco Dimitrijević; нар. 18 червня 1948, Сараєво, Югославія (нині Боснія і Герцеговина)) — хорватський концептуаліст.

## Біографія
Навчався в Академії образотворчих мистецтв у Загребі, в Школі Мистецтв Св. Мартіна в Лондоні. Живе в Парижі.

## Творчість
Міжнародну популярність здобув на початку 1970-х рр. завдяки проекту «Випадковий перехожий» (Casual passer-by): на фасадах будинків і білбордах (в місцях, де зазвичай розміщувалася комерційна реклама) в Загребі, Парижі, Лондоні, Нью-Йорку, Венеції, Берліні, Мілані, Дюссельдорфі були розміщені фотографії випадкових перехожих. В середині 1970-х рр. Брацо Дмітрієвич розпочав проект «Triptychos Post Historicus». Художник створює інсталяції в великих музеях світу, в яких шедеври з музейних колекцій сусідять зі звичайними повсякденними предметами і природними об'єктами (фруктами і овочами, наприклад). Художник називає свої твори триптихами, тому що в них присутні три плани буття: картина як символ естетики і історії, звичайні предмети як символи повсякденного, фрукти і овочі як символи природи. За останні тридцять років Дмітрієвич реалізував близько 500 «Triptychos Post Historicus» в безлічі музеїв світу, включаючи Галерею Тейт в Лондоні, Лувр в Парижі, Музей Гуггенхайма в Нью-Йорку і Російський державний музей в Санкт-Петербурзі. Брацо Дмітрієвич кілька разів брав участь в кассельскій «Документі» (в п'ятій, шостій та дев'ятій «Документі»), Венеціанській бієнале, бієнале в Сан-Пауло, Сіднеї, Гавані. Він також брав участь у виставці «Маги Землі» (Magiciens de la Terre) в Центрі Жоржа Помпіду в Парижі. На початку 1980-х Брацо Дмітрієвич почав робити інсталяції, в яких дикі тварини протиставляються творам мистецтва. У 1998 році пройшла персональна виставка художника в паризькому зоопарку з інсталяціями в клітках левів, тигрів, крокодилів, верблюдів і бізонів. Виставку відвідало більше мільйона людей. У книзі Брацо Дмітрієвича «Tractatus Post Historicus» (1976) описані обидві практики художника: критичні твори в публічному просторі і інтервенція в музеї.

## Персональні виставки
- 1969 — Galerija SC, Zagreb
- 1971 — Lucio Amelio, Naples
- 1972 — Situation Gallery, London
- 1972 — Galerie Konrad Fischer, Düsseldorf
- 1973 — Muzej Suvremene Umjetnosti, Zagreb
- 1974 — Galleria Gian Enzo Sperone, Turin
- 1974 — Gallerie Francoise Lambert, Milan
- 1975 — Sperone Gallery, New York
- 1975 — Robert Self Gallery, London
- 1975 — Stadtisches Museum Monchengladbach
- 1975 — Palais des Beaux-Arts, Brussels
- 1976 — Galerie Rene Block, Berlin
- 1976 — Galleria Gian Enzo Sperone, Turin
- 1978 — MTL Gallery, Brussels
- 1978 — Centre d'Art Contemporain, Geneva
- 1979 — Institute of Contemporary Arts, London
- 1979 — Stedelijk van Abbemuseum, Eindhoven
- 1979 — Badischer Kunstverein, Karlsruhe
- 1981 — Waddington Galleries, London
- 1984 — Kunsthalle Bern
- 1984 — Museum Ludwig, Cologne
- 1985 — Tate Gallery, London
- 1986 — Hilman Holland Fine Arts, Atlanta, Georgia/ USA
- 1987 — Wilhelm-Hack-Museum, Ludwigshafen
- 1987 — Galerie de Paris, Paris
- 1988 — Outdoor Retrospective 1968—1988, Interim Art in collaboration with Serpentine Gallery and Hayward Gallery, London
- 1988 — Nicole Klagsbrun, New York
- 1989 — Galerie de Paris, Paris
- 1989 — Galerie Albert Baronian, Brussels
- 1989 — Queensland Art Gallery, Brisbane
- 1990 — Pat Hearn Gallery, New York
- 1991 — Fundacion San German, Puerto Rico, USA
- 1991 — Galerie de Paris, Paris
- 1991 — Winnipeg Art Gallery, Canada
- 1992 — Galerie Albert Baronian, Brussels
- 1994 — Galerie de France, Paris
- 1994 — Museum Moderner Kunst Stiftung Ludwig, Vienna
- 1994 — The Israel Museum, Jerusalem
- 1995 — Hessisches Landesmuseum Darmstadt
- 1996 — Kunsthalle Düsseldorf
- 1998 — Galerie Michael Janssen, Cologne
- 2000 — Museo Nacional de Colombia, Bogota
- 2000 — Porin Taidemuseo, Finland
- 2001 — Museum of Contemporary Art and Museum Mimara, Zagreb
- 2001 — Ikon Gallery Birmingham / UK
- 2003 — Medievalmodern, London
- 2003 — Pièce Unique, Paris
- 2004 — Galeria Pino Casagrande, Rome
- 2004 — Museum of Modern Art, Dubrovnik
- 2005 — Fondazione Mudima, Milan
- 2005 — The State Russian Museum, St Petersburg
- 2005 — Guelman Gallery, Moscow
- 2005 — Musée d'Orsay, Paris
- 2006 — Xin-Dong Cheng Space for Contemporary Art, Beijing
- 2006 — Imperial College of China — Temple of Confucius, Beijing
- 2006 — Galerija Zona, Zagreb
- 2006 — Galeria Il Ponte Contamporanea, Rome
- 2006 — Galeria Pino Casagrande, Rome
- 2007 — Slought Foundation, Philadelphia, USA
- 2007 — 1st Floor Gallery Antwerp
- 2007 — Galerie Heike Curtze Berlin
- 2008 — National Museum of Contemporary Art Bucharest
- 2008 — Galerie Heike Curtze Vienna
- 2008 — Museum Ludwig Budapest